# Аббас ібн Абд аль-Мутталіб
Абу-ль-Фадль аль-Абба́с ібн Абд аль-Мутта́ліб аль-Хашимі (араб. العباس بن عبد المطلب; 566, Мекка — 653, Медина) — дядько пророка Мухаммеда, передостанній з численних синів Абд аль-Мутталіба.

## Біографія
Народився в 566 році, в Мецці, від Натіли бінт Джанабі. Був старше пророка Мухаммада на п'ять років. Після смерті матері Мухаммеда, Абд аль-Муталліб взяв його до себе на виховання. Аль-Аббас ріс з Мухаммадом в одному будинку.
В молодості аль-Аббас зайнявся торгівлею. Був досить багатою людиною. Разом зі своїми братами служив в Каабі, роздаючи паломникам воду з колодязя Замзам. Після смерті свого батька аль-Аббас зайняв спадкову у його сімействі посаду зберігача священного джерела Замзама. Після прийняття ісламу він продовжував виконувати цю функцію. Під час свого Прощального паломництва Пророк підійшов до криниці і попросив води у аль-Аббаса.
Після початку пророчої місії Мухаммеда, аль-Аббас не прийняв іслам, але й не виступав проти нього. Його дружина Умм аль-Фадль була однією з перших мусульманок. У битві при Бадрі аль-Аббас потрапив в полон до мусульман, а після звільнення з полону прийняв іслам і повернувся в Мекку. Протягом деякого часу приховував свою віру і допомагав залишатися в Мецці мусульманам. Незадовго до завоювання Мекки мусульманами зробив переселення (хіджру) в Медину. Після завоювання Мекки знаходився поруч з пророком Мухаммедом і брав участь в битві при Хунайне. Завдяки його могутньому впливу приєдналася до ісламу і значна частина курайшитів.
Після смерті Мухаммеда в 632 році він і Алі ібн Абу Таліб взяли на себе обов'язок обмивання його тіла. Аль-Аббас активно допомагав першим трьом Праведним халіфам. Витрачав великі суми грошей на оснащення мусульманської армії, оплачував походи проти Візантії.
Аль-Аббас помер в 652 році в період правління халіфа Усмана. З синів аль-Аббаса найбільш відомі Фадль, Абдуллах, Кусама і Таммам. Його нащадки через століття прийшли до влади в Халіфаті і заснували династію Аббасидів.